# Canada Open 1969
Il Canada Open 1969 è stato un torneo di tennis giocato sulla cemento. È stata la 79ª edizione del Canada Open, la 1a dell'Era Open. Il torneo maschile si è giocato al National Tennis Centre di Toronto in Canada dal 9 al 15 agosto, quello femminile dal 16 al 23 agosto 1969.

## Campioni

### Singolare maschile
Cliff Richey ha battuto in finale  Earl Butch Buchholz con il punteggio di 6–4, 5–7, 6–4, 6–0.

### Singolare femminile
Faye Urban ha battuto in finale  Vicky Berner con il punteggio di 6–2, 6–0.

### Doppio maschile
Ron Holmberg /  John Newcombe hanno battuto in finale  Earl Butch Buchholz /  Raymond Moore con il punteggio di 6–3, 6–4

### Doppio femminile
Brenda Nunns /  Faye Urban hanno battuto in finale  Jane O'Hara Wood /   Vivienne Strong con il punteggio di 6–1, 6–1